# The Fix (serie televisiva)
The Fix è una serie televisiva statunitense creata da Marcia Clark, Elizabeth Craft e Sarah Fain. Ispirata in parte alla vita di Marcia Clark e al caso giudiziario che la vide coinvolta contro O.J. Simpson nel ruolo di avvocato dell'accusa, la serie è stata trasmessa dal 18 marzo al 20 maggio 2019 dalla rete televisiva ABC.
Il 10 maggio 2019, ABC ha cancellato la serie dopo una sola stagione prodotta.
In Italia, la serie è stata trasmessa dal 7 al 19 agosto 2019 su Canale 5.

## Trama
Il procuratore della contea di Los Angeles, Maya Travis, si trasferisce in Oregon dopo aver perso il caso di omicidio che vedeva Sevvy Johnson, popolare star del cinema, indiziato di aver ucciso due donne. Ma quando 8 anni dopo la nuova compagna di Sevvy Johnson viene uccisa con lo stesso modus operandi, a Maya Travis viene chiesto di tornare a Los Angeles per assistere l'ufficio del nuovo procuratore della contea e per ottenere giustizia.

## Episodi
| Stagione       | Episodi | Prima TV USA | Prima TV Italia |
| -------------- | ------- | ------------ | --------------- |
| Prima stagione | 10      | 2019         | 2019            |

## Promozione
Il 15 maggio 2018, ABC ha pubblicato il trailer ufficiale della serie.

## Accoglienza
Sull'aggregatore di recensioni Rotten Tomatoes, la serie ha ottenuto un punteggio di approvazione del 60% basato su 15 recensioni, con un punteggio medio di 5,68/10. Il consenso critico del sito web recita: "Potenti esibizioni di Robin Tunney e Adewale Akinnuoye-Agbaje hanno dato agli spettatori un buon dramma, ma il concetto della serie ha colpito molti spettatori come una riscrittura autonoma della storia recente."
Su Metacritic, la serie ha avuto un punteggio medio ponderato di 52 su 100, basato su 10 critici, che indica "recensioni miste o medie".